# Podgorje Bračevačko
Podgorje Bračevačko es un asentamiento del municipio de Drenje, situado en el condado de Osijek-Baranya, Croacia. Según el censo de 2021, tiene una población de 48 habitantes.

## Geografía
Está ubicado a una altitud de 178 metros sobre el nivel del mar, a 263 km de la capital nacional, Zagreb.

## Demografía
| Gráfica de población de Podgorje Bračevačko 1857-2021              |
|                                                                    |
| Según los censos de población de la Oficina de Estadísticas Croata |